# Svetambara

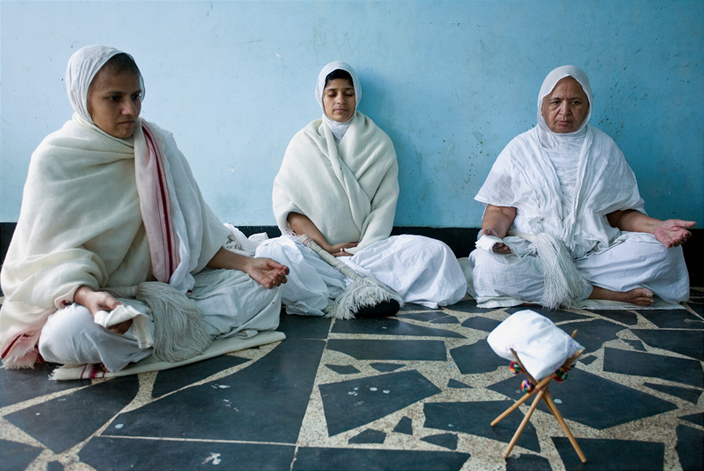
Monjas jainas meditando.

Śvētāmbara (en sánscrito: श्वेतांबर o श्वेतपट śvētapaṭa; también trascrito como Svetambar, Shvetambara, Shvetambar o Swetambar) es una de las dos sectas principales dentro del Jainismo junto con la vertiente Digambara. La traducción de Śvētāmbara es la de "vestido blanco" en referencia a la práctica de los monjes jainas de vestir ropas blancas. 
Los Svetambaras creen que las mujeres pueden obtener el moksha o liberación e incluso defienden que el decimonoveno Tirthankara, Mallinath, fue una mujer. 
En 2006, existían 2.510 monjes y 10,228 monjas dentro de la vertiente Śvētāmbara.
La tradición Svetambara sigue el linaje del Acharya Sthulibhadra Suri. En el Kalpasutra se mencionan algunos linajes antiguos. 
Las grandes reformas por parte de Vijayananda Suri, miembro de la orden de Tapa en 1880 condujo a la restauración de las órdenes de monjes errantes y estuvo a punto de terminar con las instituciones de ascetas jainistas (yatis) que permanecían en monasterios. Acharya Rajendrasuri restauró la organización asociada a la corriente sramana organization en la orden de Tristutik.
Es frecuente y resulta característico de los monjes y monjas Svetambaras el uso de un trozo de tela banco llamado muhapatti con el que se cubren la boca para practicar el ahimsa incluso cuando hablan. Con este paño se evita la posible ingesta accidental de organismos pequeños y también se moderan de manera simbólica las malas palabras.